# Aventurero (revista)
Aventurero fue una revista infantil publicada entre 1935 y 1953 por las editoriales barcelonesas Hispano Americana y Ediciones Cliper con tres épocas diferenciadas:

## Primera época: 1935-1939
En mayo de 1935 y a un precio de diez céntimos, Hispano Americana de Ediciones lanzó el primer número de "Aventurero", a semejanza de la revista italiana "L'Avventuroso" de la editorial Nerbini y tras la senda de "Yumbo" y "Mickey". Como ellas, presentaba abundante material estadounidense, destacando:
| Años       | Números | Título                 | Autoría                       | Otros datos |
| ---------- | ------- | ---------------------- | ----------------------------- | ----------- |
| 16/05/1935 | 1       | Flash Gordon           | Alex Raymond                  |             |
| 16/05/1935 | 1       | Popeye el marino       | Segar                         |             |
| 16/05/1935 | 1       | Luis y Juanito         | Darrell McClure               |             |
| 16/05/1935 | 1       | Tarzán                 | Harold Foster                 |             |
| 21/05/1935 | 2-      | Agente secreto X-9, El | Dashiell Hammett/Alex Raymond |             |
| 28/05/1935 | 3-      | El vengador rojo       |                               |             |
| 28/05/1935 | 3-      | Franck Buck            |                               |             |
|            |         | Inspector Wade         | Sheldon Stark/Lyman Anderson  |             |

"Aventurero", que llevaba el apropiado subtítulo de el gran semanario de las portentosas aventuras, impone en el mercado el género de aventuras, con una calidad de reproducción inédita hasta entonces en España.
La revista no modificó de forma significativa su contenido durante los primeros compases de la Guerra Civil, acabando por desaparecer en 1938, con su número 166, más tres almanaques.

## Segunda época: 1945-1946
Hispano Americana reanudó la revista en 1945, llegando solo a los 31 números, más un almanaque. Aumentó el número de autores españoles.
| Años | Números | Título                       | Escritor        | Dibujante | Procedencia |
| ---- | ------- | ---------------------------- | --------------- | --------- | ----------- |
| 1946 |         | Federico, el mayordomo ideal |                 | Escobar   | Nueva       |
| 1946 |         | Cine                         |                 | Escobar   | Nueva       |
| 1946 |         | Rafaé, el Pollo              |                 | Iranzo    | Nueva       |
| 1946 |         | Sin Rostro                   | Federico Amorós | José Grau | Nueva       |

## Tercera época: 1953-1954
Ediciones Cliper compró los derechos de Hispano Americana, lanzando 38 números de 29 x 20 cm.
| Años | Números | Título       | Escritor       | Dibujante        | Tipo             |
| ---- | ------- | ------------ | -------------- | ---------------- | ---------------- |
|      |         | Misterix     | Alberto Ongaro | Paul Campani     | Historieta       |
|      |         | Dixie Dugan  | J. P. McEvoy   | John H. Striebel | Tira de prensa   |
|      |         | Capitán Rido | José Mallorquí | J. Ribera        | Relato ilustrado |

## Gran Aventurero: 1989
En 1989, Ediciones B lanzó la revista "Gran Aventurero" que recuperaba en parte el espíritu de la cabecera original, al incluir series clásicas junto a otras más modernas. Solo duró 12 números:
| Números | Título                 | Autoría             | Tipo                          |
| ------- | ---------------------- | ------------------- | ----------------------------- |
| 1       | Quico el progre        | J. L. Martín        | Tira de prensa española       |
| 1       | Jungle Jim             | Alex Raymond        | Tira de prensa estadounidense |
| 1       | Merlín el mago moderno | Lee Falk/Phil Davis | Tira de prensa estadounidense |
| 1       | Terry y los piratas    | Milton Caniff       | Tira de prensa estadounidense |
| 1       | Popeye el marino       | Segar               | Tira de prensa estadounidense |

Se distinguía además por incluir en cada número una historieta completa tipo:
| Número | Serie                | Título               | Autoría                         |
| 1      | Los ángeles de acero | La rosa de Abisinia  | Víctor Mora/Víctor de la Fuente |
| 5      | Lucky Starr          | Los océanos de Venus | Fernando Fernández              |